# Vilada
Vilada település Spanyolországban, Barcelona tartományban. Lakosainak száma 443 fő (2024).

## Földrajza
Vilada Castell de l’Areny, Borredà, La Quar, Cercs és La Nou de Berguedà községekkel határos.

## Népesség
A település lakosságának változását az alábbi diagram mutatja:
| Lakosok száma | 158  | 410  | 824  | 717  | 600  | 514  | 520  | 443  | 416  | 443  |
|               | 1717 | 1887 | 1936 | 1960 | 1986 | 2004 | 2009 | 2014 | 2019 | 2024 |